# Делиберативный объект
Делиберати́вный объе́кт (также делибератив) — один из видов дополнения, обозначающий предмет речи, мысли, восприятия: видеть корабль, замышлять преступление; Аржананы якшы ӱренип турган дежет «говорят, что Аржана хорошо учится» (в алтайском); Удж йылысь сёрнитам «Разговариваем о работе» (в коми-зырянском); Ϋлгее килiп алып, пайып алардаңар ла сағынчалар «Придя во власть, думают только о том, как бы разбогатеть» (в хакасском). По определению Т. В. Шмелёвой делиберативный объект — это «объект умственных и психических действий: он думает о сыне, часто говорят о болезнях, мы про это не слыхали»; по определению М. В. Всеволодовой — «лицо, предмет, событие, являющееся объектом интеллектуальной деятельности адресанта». Делиберативный объект может выражаться именем существительным, местоимением и инфинитивом в синтаксической роли как прямого, так и косвенного дополнения: говорил о завершении, умоляю представить. «Делибератив» понимается как семантический элемент предложения. М. В. Всеволодова указывает на то, что «делибератив в принципе всегда (пусть имплицитно) указывает на некоторую ситуацию, положение дел, и поэтому формирует полипропозитивную ситуацию».
В русском языке делиберативный оборот (включающий в себя делиберативный объект) соотносителен по семантике и синтаксической функции с изъяснительным придаточным оборотом, главным образом, бессоюзным. И делиберативный оборот, и изъяснительный придаточный оборот (изъяснительная придаточная конструкция) служат для семантико-грамматического завершения другой определённой конструкции: Теперь он мог без всякого стыда признаться: его знаний не хватало — Теперь он мог без всякого стыда признаться в нехватке у него знаний. Придаточная изъяснительная часть при этом сворачивается в словосочетание, стержневое слово которого будет являться выражением делиберативного объекта.
Формы с делиберативным значением (после глаголов говорения) часто встречаются при самостоятельном использовании предложно-падежных форм (в позиции заглавий и в самостоятельных предложениях, функционирующих параллельно с номинативными): Из Госдумы; О заповеднике. Война заставила нас перестроиться. В ряде случаев делиберативный объект, как объект раскрывающий содержание определяемого слова, используется в конструкциях с эллипсисом глагола (при этом к определяемым словам в функции подлежащего чаще всего относят такие, как книга, слово, документ, фильм, письмо, рассказ и т. п.): Наша особая забота — о пенсионерах, Статья эта — о природных источниках родоновых вод.
Синтаксемы с делиберативным значением в русском языке перечислены в «Синтаксическом словаре» Г. А. Золотовой (1988), в частности, свободные и связанные делиберативы (в заголовках): На злобу дня; Про счастливых людей; О вреде табака; Но вернемся к требованиям.
Одним из первых в советском и российском языкознании термин «делиберативный» использовал В. В. Виноградов. Систематизируя предложные отношения, он выделил «делиберативные отношения», «служащие для указания на содержание, повод суждения, на предмет мысли, речи, чувства» (при глаголах и именах sentiendi et declarandi: видеть, слышать, полагать, считать и т. п.). К выражающим такие отношения В. В. Виноградов отнёс конструкции с предлогом о и формами предложного падежа; с предлогом за и формами винительного падежа; с предлогом к и формами дательного падежа; с предлогом над и формами творительного падежа и т. п.: О чем пари?. О «делиберативном объекте» как о семантическом элементе предложения, выражаемым в предложении как словоформой, так и придаточным оборотом, упоминает в своей работе 1971 года «Многомерная классификация сложноподчиненных предложений» Л. Ю. Максимов.
В работах Н. Б. Кошкарёвой вводится понятие «делиберативная скрепа» в отношении союза то, что, которое используется для выражения делиберативных отношений между частями изъяснительных сложноподчиненных предложений. Также для обозначения элемента изъяснительной конструкции она использует термин «топикальный делибератив». Ещё одно понятие, связанное с делиберативом — «делиберативные предлоги», предложил Е. В. Клобуков.